# Teoria
Teoria (z gr. theoría – oglądanie, rozważanie) – system pojęć, definicji, aksjomatów i twierdzeń, ustalających relacje między tymi pojęciami i aksjomatami, tworzący spójny system pojęciowy, opisujący jakąś wybraną dziedzinę fizyczną lub abstrakcyjną.
W przypadku nauk przyrodniczych, nauk ścisłych i nauk humanistycznych teorie są tworzone w celu systematyzowania i racjonalizowania faktów, wyjaśniania powodów ich występowania, przewidywania przyszłych zdarzeń, oraz budowy nowych systemów/urządzeń/broni.
Thomas Kuhn wprowadził pojęcie „paradygmatu”, które określił jako zbiór podstawowych pojęć i twierdzeń teorii danej nauki.
W przestrzeni nauki teoria nigdy nie przesądza, jaki jest stan faktyczny. Jeśli praktyka dowodzi czegoś innego, wtedy teoria upada albo jej stosowanie zawęża się do określonych warunków. Na przykład mechanika klasyczna może być stosowana jedynie do opisu ciał poruszających się z prędkością dużo mniejszą od prędkości światła w próżni.

## Przykłady teorii
- teoria naukowa,
- teoria spiskowa,
- teoria katastrof,
- teoria zbiorów,
- teoria formy otwartej.